# Municipio de Meat Camp
El municipio de Meat Camp (en inglés: Meat Camp Township) es un municipio ubicado en el  condado de Watauga en el estado estadounidense de Carolina del Norte. En el año 2010 tenía una población de 3.191 habitantes.

## Geografía
El municipio de Meat Camp se encuentra ubicado en las coordenadas 36°17′8.46″N 81°40′30.39″O / 36.2856833, -81.6751083.